# Reichstag (Imperiul German)
Reichstag-ul (germană: [ˈʁaɪçstaːk] ⓘ, Dieta Regatului sau Dieta Imperială) a fost Parlamentul Imperiului German din 1871 până în 1918. Adoptarea legilor a fost partajată între Reichstag și Bundesrat, care era Consiliul Imperial al prinților domnitori ai Statelor Germane.
Reichstag-ul nu a avut dreptul formal de a numi sau de a demite guverne, dar după standardele contemporane era considerat un parlament modern și foarte progresist. Toți bărbații germani cu vârsta de peste 25 de ani aveau drept de vot, iar membrii Reichstag-ului erau aleși prin vot secret, general și universal. Membrii au fost aleși în circumscripții uninominale prin vot majoritar. Dacă nici un candidat nu obținea o majoritate de voturi era organizat un al doilea tur de scrutin. În 1871, Reichstag-ul era format din 382 de deputați, dar din 1874 a fost extins la 397 de membri.
Mandatul a fost stabilit inițial la trei ani, iar în 1888 a fost prelungită la cinci ani. Adunările Reichstag-ului erau deschise o dată pe an de către împărat. Pentru dizolvarea parlamentului erau necesare aprobarea Consiliului Imperial și a împăratului. Membrii parlamentului se bucurau de imunitate juridică și de protecție civilă.

## Clădiri
Reichstag-ul s-a reunit pentru prima dată în clădirea Landtag-ului Prusiei din Berlin. Pentru un timp, ședințele sale au avut loc apoi într-o fostă fabrică de porțelan de pe Leipziger Straße nr. 4. Locația „temporară” de 23 de ani a fost scena unor dezbateri politice pasionate la care au participat oameni politici celebri precum Bebel, Liebknecht și Bismarck. Spațiul a fost în general considerat prea mic, astfel că în 1871 a fost luată decizia de a se construi o clădire nouă. În 1872 a avut loc un concurs de soluții arhitecturale în care au fost analizate 103 proiecte. Cu toate acestea, începerea lucrărilor a fost tărăgănată timp de câțiva ani din cauza unor probleme cu achiziționarea terenurilor și a dezacordurilor dintre împăratul Wilhelm I, Otto von Bismarck și membrii Reichstag-ului cu privire la modul în care ar fi trebuit să se efectueze construcția.

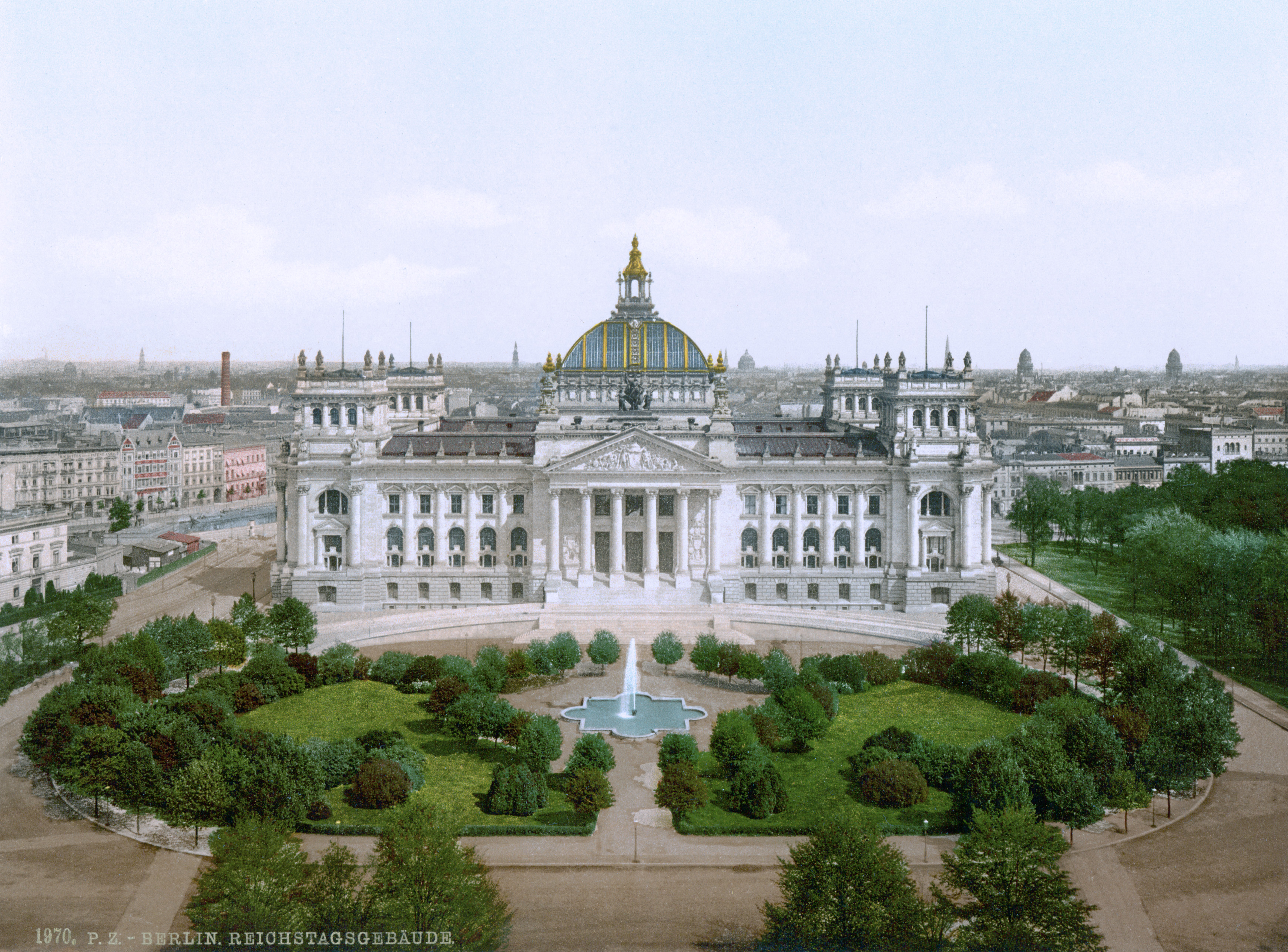
Noua clădire a Reichstag-ului în 1894

Zece ani mai târziu, în 1882, a avut loc un alt concurs de arhitectură la care au participat aproximativ 200 de arhitecți. Câștigătorul celui de-al doilea concurs a fost arhitectul Paul Wallot din Frankfurt, iar proiectul său a fost în cele din urmă executat. Pe 29 iunie 1884 a fost pusă piatra de temelie a clădirii de către împărat. Noua clădire a fost apreciată pentru cupola sa de oțel și sticlă, o capodoperă a ingineriei de la acea vreme. În 1888, înainte de terminarea construcției, împăratul Wilhelm I a murit, iar anul 1888 a fost Anul celor Trei Împărați. Cel de-al treilea dintre ei, Wilhelm al II-lea, s-a opus măsurii de extindere a conceptului de parlament ca instituție democratică. Noua clădire a fost inaugurată în 1894. Celebra inscripție – DEM DEUTSCHEN VOLKE (Poporului german) a fost adăugată în 1916 de către Peter Behrens și se află în continuare deasupra intrării monumentale.

## PreședințiiReichstag-ului
| Președinții Reichstag-ului German (1871–1918) |                                          |                      |                      |
| Nr.                                           | Nume                                     | Începutul mandatului | Sfârșitul mandatului |
| 1                                             | Eduard von Simson                        | 1871                 | 1874                 |
| 2                                             | Maximilian Franz August von Forckenbeck  | 1874                 | 1879                 |
| 3                                             | Otto Theodor von Seydewitz               | 1879                 | 1880                 |
| 4                                             | Adolf Graf von Arnim-Boitzenburg         | 1880                 | 1881                 |
| 5                                             | Gustav Konrad Heinrich von Goßler        | 1881                 | 1881                 |
| 6                                             | Albert Erdmann Karl Gerhard von Levetzow | 1881                 | 1884                 |
| 7                                             | Wilhelm von Wedell-Piesdorf              | 1884                 | 1888                 |
| 8                                             | Albert Erdmann Karl Gerhard von Levetzow | 1888                 | 1895                 |
| 9                                             | Rudolf Freiherr von Buol-Berenberg       | 1895                 | 1898                 |
| 10                                            | Franz von Ballestrem                     | 1898                 | 1907                 |
| 11                                            | Udo Graf zu Stolberg-Wernigerode         | 1907                 | 1910                 |
| 12                                            | Hans Graf von Schwerin-Löwitz            | 1910                 | 1912                 |
| 13                                            | Johannes Kaempf                          | 1912                 | 1918                 |
| 14                                            | Konstantin Fehrenbach                    | 1918                 | 1918                 |

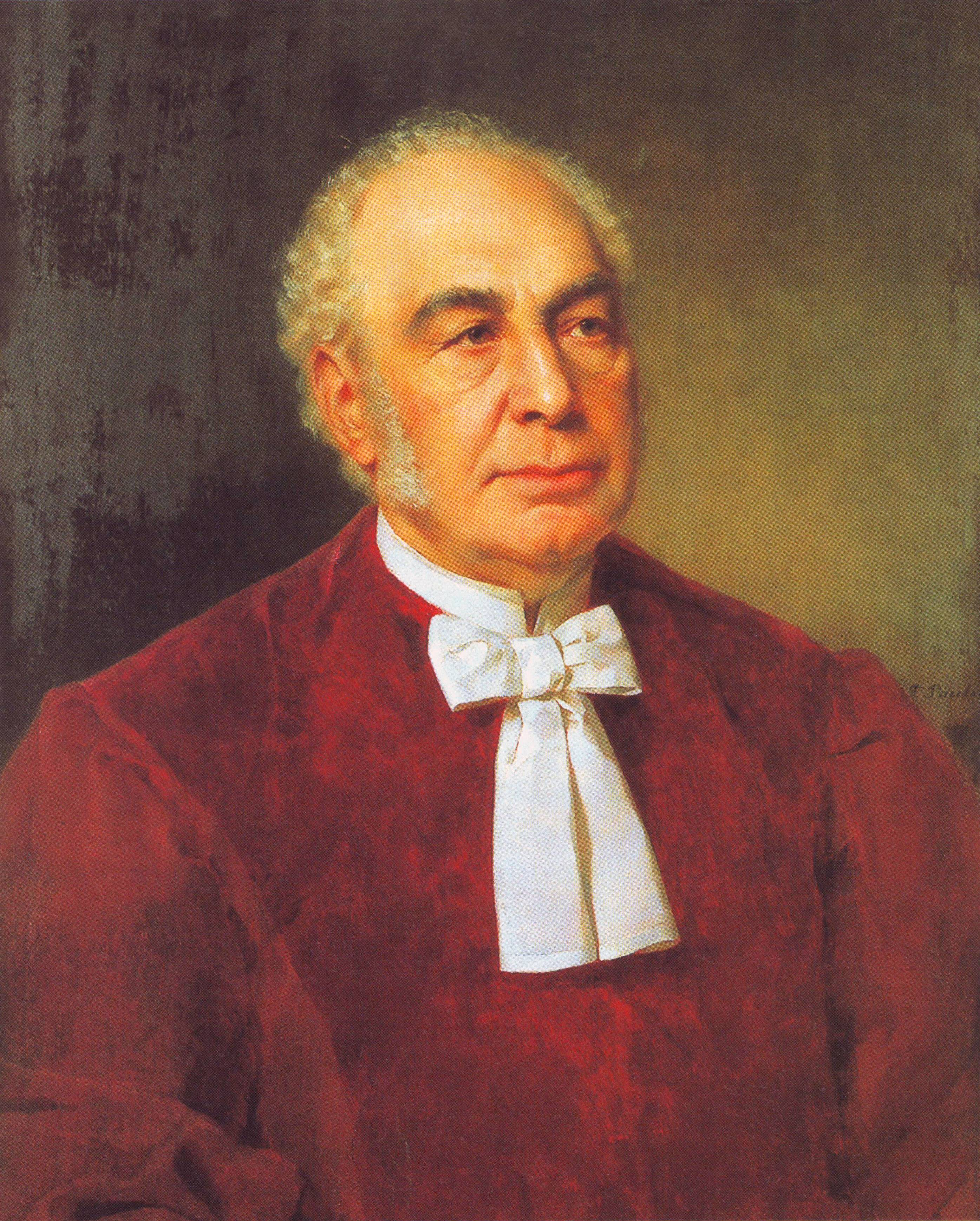
Eduard von Simson
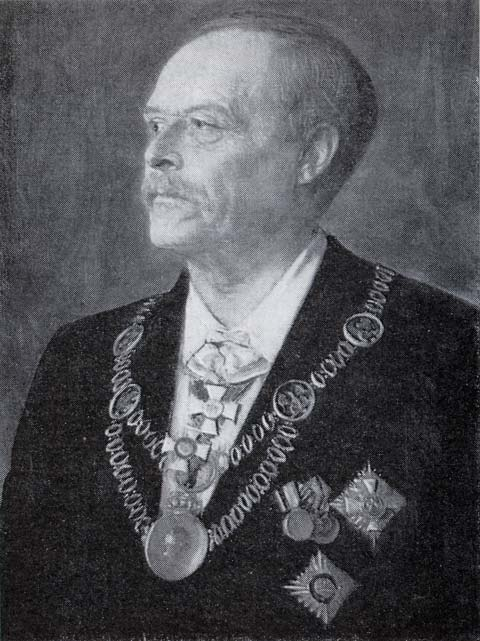
Max von Forckenbeck
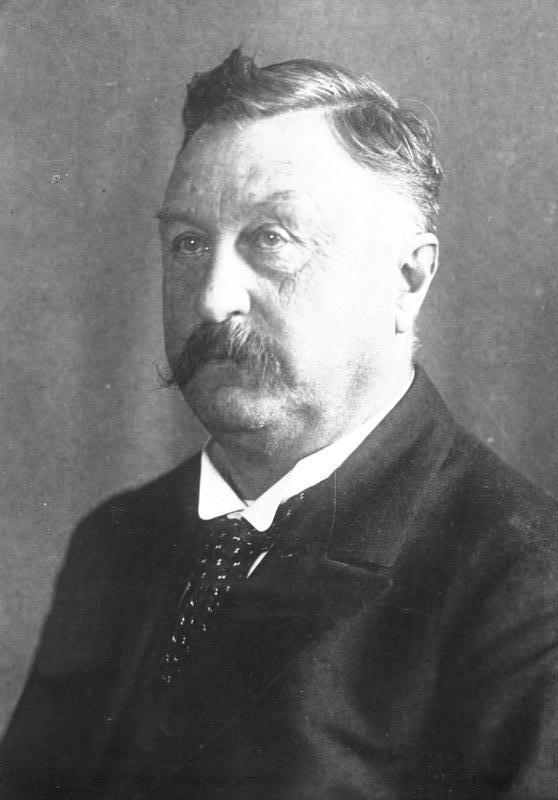
Konstantin Fehrenbach

## Membri notabili aiReichstagului(1870 până în 1919)
- Ludwig Bamberger (NLP, Deutsche Freisinnige Partei)
- Theodor Barth (NLP, Deutsche Freisinnige Partei)
- August Bebel (SPD)
- Rudolf von Bennigsen (NLP)
- Eduard Bernstein (SPD)
- Albert Hänel (Deutsche Fortschrittspartei, Deutsche Freisinnige Partei)
- Wilhelm Hasenclever (ADAV, SAP, Vorgängerparteien der SPD)
- Wojciech Korfanty (National-Democratic Party (Poland))
- Karl Liebknecht (SPD)
- Wilhelm Liebknecht (SAP, apoi SPD)
- Ludwig Löwe (Deutsche Fortschrittspartei, Deutsche Freisinnige Partei)
- Hermann von Mallinckrodt (Zentrum)
- Helmuth Karl Bernhard von Moltke (Konservative Partei)
- Theodor Mommsen (Deutsche Fortschrittspartei, NLP)
- Friedrich von Payer (DtVP)
- August Reichensperger (Zentrum)
- Peter Reichensperger (Zentrum)
- Eugen Richter (Deutsche Fortschrittspartei, Deutsche Freisinnige Partei, FVp)
- Burghard von Schorlemer-Alst (Zentrum)
- Hermann Schulze-Delitzsch (Deutsche Fortschrittspartei, Deutsche Freisinnige Partei)
- Rudolf Virchow (Deutsche Fortschrittspartei, Deutsche Freisinnige Partei, FVp)
- Heinrich von Treitschke (NLP)
- Ludwig Windthorst (Zentrum)